# 十六橋
十六橋（じゅうろっきょう）は、福島県耶麻郡猪苗代町と会津若松市に跨る一級水系阿賀野川水系日橋川に架かる橋。猪苗代湖にほど近い場所にあり、旧若松街道を通す。名前の由来は、弘法大師（空海）が16の塚を作り橋を作ったといわれることから。

## 概要
- 初代
  - （時期不明）：16径間石積み丸太橋が完成。

- 二代目
  - 1786年（天明6年）：23径間石桁橋が完成。
    - 1868年（慶応4年）に会津戦争（戊辰戦争）「十六橋の戦い」の舞台となった橋である。

- 三代目
  - 1880年（明治13年）11月3日：全長65.8mの16径間石造アーチ橋（円径3.2m）が完成。
    - 安積疏水のためにファン・ドールン監修により十六橋水門が建設され、水門と兼用の橋が架けられた。1881年（明治14年）10月の会津三方道路開通式および十六橋渡り初め式には有栖川宮熾仁親王が臨場し、マツを手植えた[1]。

- 四代目
  - 1914年（大正3年）6月30日：全長88.4mの18径間鉄製桁橋が完成。構造は単純I型桁の形式であり、橋脚は鉄管である。
    - 水門と道路を分離するために新たな橋が架けられた。猪苗代湖畔で最も水面に近い橋と言われる。近くには旧十六橋水門管理事務所、ファン・ドールン銅像、そして三代目の橋の親柱がある。

- 五代目
  - 1928年（昭和3年）：現在の鉄製桁橋に架け替えられた。構造は四代目と同様であり、2.5tの重量制限がある。

## 周辺
- ファン・ドールン銅像
- 十六橋水門
- 金の橋・銀の橋（国道49号）
- 猪苗代湖
- 会津レクリエーション公園